# بول رينو
بول رينو (بالفرنسية: Paul Reynaud) سياسي فرنسي (15 أكتوبر 1878-21 سبتمبر 1966) تولى رئاسة الحكومة في فرنسا من 21 مارس 16 يونيو 1940.
رغم أن فترة حكمه كانت أقل من ثلاثة أشهر، غلاّ أنها كانت فترة حرجة للغاية، إذ تسلم الحكومة نحو سبعة أشهر من دخولها الحرب العالمية الثانية، وكان عمر حكومته 50 يوماً تقريباً عندما بدأت معركة فرنسا التي انتهت بهزيمة قوات الحلفاء، فاستقال رينو في 16 يونيو بعد يومين من سقوط باريس في يد القوات الألمانية، وخلفه في الحكم القائد الفرنسي الشهير هنري فيليب بيتان.

## روابط خارجية
- بول رينو على موقع الموسوعة البريطانية (الإنجليزية)
- بول رينو على موقع مونزينجر (الألمانية)